# Hans Lang
Hans Lang (Augsburg, 8 febbraio 1899 – Aalborg, 27 aprile 1943) è stato un calciatore tedesco, di ruolo centrocampista.